# Radimov
Radimov – wieś (obec) na Słowacji, w kraju trnawskim, w powiecie Skalica. Znajduje się w zachodniej części Słowacji.